# ديفيد كلينجوفر
ديفيد كلينجوفر (بالإنكليزية:David Klinghoffer)هو مؤلف وكاتب مقالات، ومن دعاة التصميم الذكي. هو زميل أقدم في معهد ديسكفري، محور حركة التصميم الذكي. وهو أيضا وكاتب عمود في صحيفة أسبوعية اليهودية.

## التصميم الذكي
وقد نشر كلينجوفر سلسلة من المقالات والأعمدة ورسائل ومنشورات كل من اليهود والمحافظين الذين يسعون إلى تعزيز المعارضة لآراء داروين في التطور، مشيرا إلى أن العلم يدعم التصميم ذكي الكامن في تطور الكائنات الحية والكون ككل، وان بعض العلماء وافقوا على مثل هذه الآراء. قد استجاب لاري يالوسن، في مقال موجه لكلينجوفر، بأن الحاخامية اليهودية قبلت نظرية النشوء والارتقاء منذ أكثر من قرن من الزمان، وأن اليهودية لم ترفض ابدا العلم.